# いぎす
いぎすは、鳥取県中部地域の郷土料理。いぎす草と呼ばれる海藻（テングサの一種）を煮とかし、容器に入れて固めた食材である。
見た目は羊羹に似る。
鳥取県中部地域ではスーパーマーケットなどで乾燥させたいぎす草の販売もあるが、鳥取県でも東部や西部地域、島根県ではほとんど食されていない。
いぎす草は、飛鳥時代や奈良時代には、献上品として大和朝廷にも贈られていたと言われている。いぎす草は夏から秋にかけて繁茂し、主に鳥取県の中部地域、西部地域の漁港で水揚げされる。採取したいぎす草は、夏の日射しで乾燥され、雑藻などを取り除きながら水洗いと天日乾燥を数かい繰り返した後に保存される。
いぎす草は、寒天やところてんと同様の原理によって、凝固剤を加えなくとも自然に固まるため、いぎす草を煮溶かして固めたものを基本とする郷土料理は、いぎす豆腐（愛媛県）、いごねり（北日本の日本海側や佐渡島）、おきゅうと（福岡県）など他の地域にも見られる。
いぎすは、精進料理や正月、祭り、節句、冠婚葬祭の料理に振舞われることが多い。ゴマを振りかけて酢味噌、辛子醤油、生姜醤油で食する他、ドレッシングや黒蜜をかけて食べることもある。
なお、いぎすそのもにはかすかな「磯の風味」は感じられるものの、味そのものはほとんど無く、ゴマや醤油の味などかけた物の味となる。